# Harry Hamlin

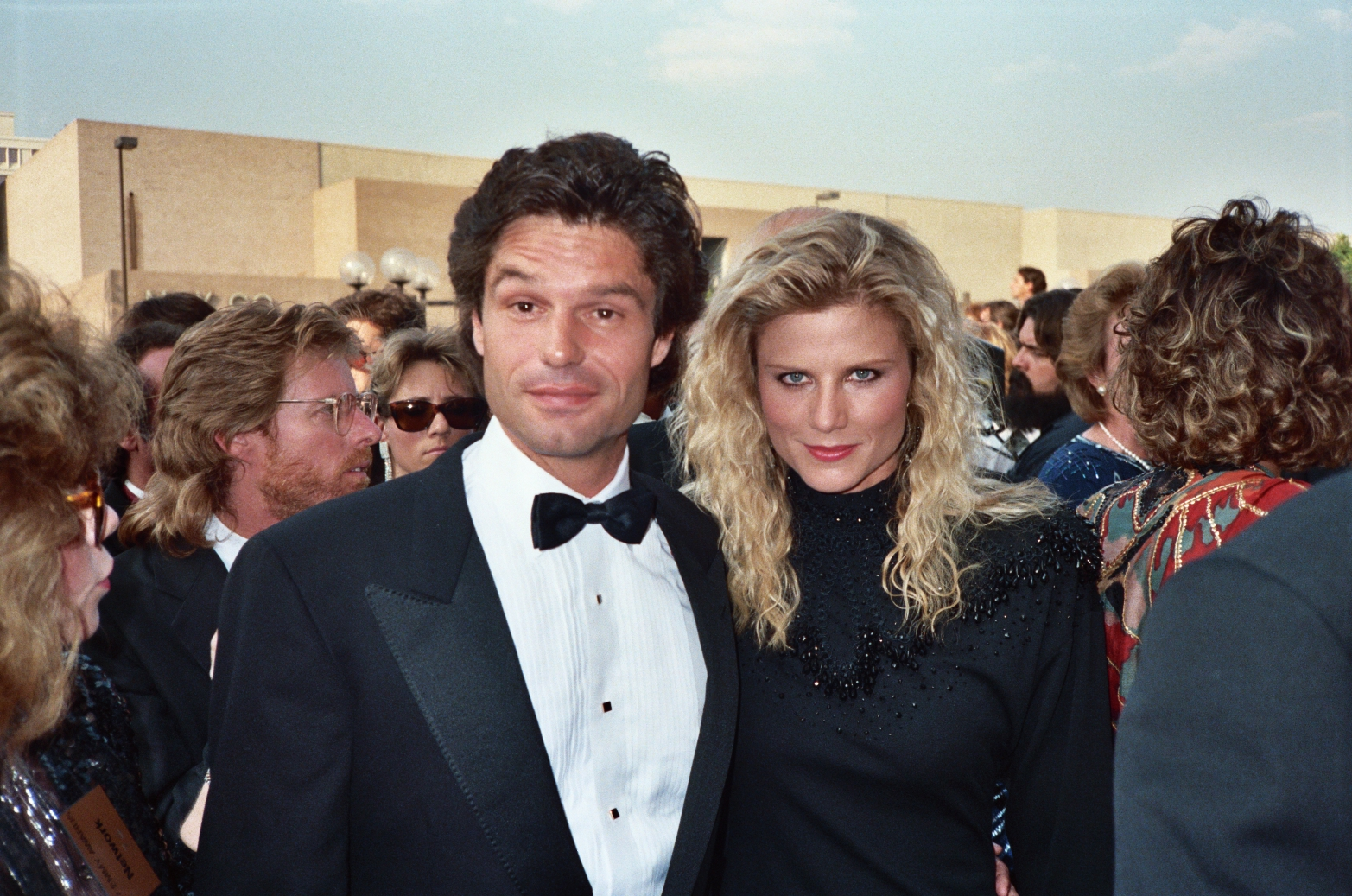
Hamlin i jego była żona Laura Johnson na rozdaniu nagród Emmy 1987.

Harry Hamlin, właśc. Harry Robinson Hamlin (ur. 30 października 1951 w Pasadenie) – amerykański aktor i producent telewizyjny i filmowy. Był czterokrotnie nominowany do Złotego Globu.

## Życiorys

### Wczesne lata
Przyszedł na świat w Pasadenie w Kalifornii w rodzinie pochodzenia angielskiego i szkockiego, jako syn Bernice Hamlin (z domu Robinson) i Chaunceya Jerome’ego Hamlina Jr., inżyniera lotniczego. Uczęszczał do Flintridge Preparatory School i prywatnej szkoły średniej The Hill School w Pottstown, w stanie Pensylwania, gdzie prócz tego, że był świetnym graczem w piłkę nożną i lacrosse, chętnie brał też udział w szkolnych musicalach i przedstawieniach teatralnych. Po ukończeniu University of California w Berkeley w 1970, studiował teatr i psychologię na Uniwersytecie Yale w New Haven, w stanie Connecticut, do 1974.

### Kariera teatralna
W latach 1974–1976 uczył się tajników aktorstwa na American Conservatory Theater w San Francisco, gdzie w 1976 wystąpił w sztuce Petera Shaffera Equus w reż. Stanleya Donena. Jako zapalony aktor szekspirowski, w 1982 Hamlin grał tytułowego duńskiego księcia w Hamlecie w McCarter Theatre w Princeton w New Jersey, gdzie w 1985 zagrał Fausta w Faustusie w piekle i spektaklu Pokaz siedmiu grzechów głównych. W 1984 zadebiutował na Broadwayu jako Moe Axelrod w przedstawieniu Awake and Sing! z Frances McDormand.
W 1993 wystąpił z Roundabout Theatre Company jako Bruce Niles w sztuce broadwayowskiej Odruch serca. W 1994 Hamlin otrzymał nominację do nagrody im. Helen Hayes za rolę króla Henryka V w Henryku V w prestiżowej Shakespeare Theatre Company w Waszyngtonie. W 1996 na Broadwayu grał Johna Buchanana Jr. w spektaklu Tennessee Williamsa Lato i dym. W 2007 powrócił na Broadway w roli Billy’ego Flynna w musicalu Chicago. W 2019 grał trzy role – artysty Ralpha, niedoszłego prozaika Harry’ego i wędrowcy Ronniego w off-broadwayowskiej sztuce One November Yankee ze Stefanie Powers w Delaware Theatre Company.

### Kariera ekranowa
Po raz pierwszy trafił przed kamery telewizyjne jako Mariamo w telewizyjnej wersji komedii szekspirowskiej Poskromienie złośnicy (The Taming of the Shrew, 1976), zrealizowanej przez PBS, z udziałem Earla Boena, Marca Singera i Tomasa Arany. Jego debiutancka kinowa rola boksera Joeya Popchika w hollywoodzkim pastiszu Stanleya Donena Ale kino (Movie, Movie, 1978) doczekała się nominacji do nagrody Złotego Globu w kategorii najlepszy debiut aktorski w filmie. Następnie wcielił się w główną rolę mechanika samochodowego, miłośnika podrasowanych samochodów i adrenaliny w dramacie Król Mulholland Drive (King of the Mountain, 1981) z Dennisem Hopperem. Był wśród kandydatów do roli dzielnego archeologa Indiany Jonesa w filmie Stevena Spielberga Poszukiwacze zaginionej Arki (1981), którą ostatecznie zagrał Harrison Ford. Zanim Hamlin został zaangażowany do roli bohatera mitologii greckiej – Perseusza w pełnym rozmachu widowisku Zmierzch tytanów (Clash of the Titans, 1981) u boku swego idola Laurence’a Oliviera, kandydatami do tej roli byli Malcolm McDowell, Michael York, Richard Chamberlain i Arnold Schwarzenegger. Film był nominowany do Nagrody Saturny w kategorii najlepszy film fantasy i zapewnił Hamlinowi rozgłos.
Chociaż Hamlin miał zadatki na gwiazdę kina akcji i hollywoodzkiego amanta, odrzucił propozycje zagrania głównych ról w dwóch głośnych filmach Warner Bros. – Johna J. Rambo w Rambo – Pierwsza krew (1982) i Tarzana w Greystoke: Legenda Tarzana, władcy małp (1984) na rzecz roli gejowskiego pisarza Barta McGuire’a w kontrowersyjnym dramacie Arthura Hillera Kochać się (Making Love, 1982), pierwszym filmie o homoseksualnej tematyce nakręconym przez wytwórnię 20th Century Fox, u boku Kate Jackson i Michaela Ontkeana. Hamlin był chętny do współpracy z Hillerem i skonsultował się z przyjaciółmi z branży, którzy odradzali przyjmowanie tej roli. Co najmniej piętnastu czołowych hollywoodzkich aktorów odrzuciło tę rolę, w tym Harrison Ford, Michael Douglas, Richard Gere, Tom Berenger, Peter Strauss i William Hurt. Jednak jego agenci powiedzieli mu, że nic mu nie będzie ze względu na jego ówczesny związek z aktorką Ursulą Andress. Montażysta William H. Reynolds z podekscytowaniem zadzwonił do Hamlina po pierwszym ujęciu filmu i powiedział mu, że otrzyma nominację do Oscara dla najlepszego aktora drugoplanowego za swoją rolę, skończyło się jednak na nominacji do Złotego Globu za najlepszą piosenkę. Jego decyzja przekreśliła dalszą karierę w Hollywood. Później przychodziły kolejne propozycje, ale wyłącznie do projektów telewizyjnych. Pomimo tego Hamlin nie żałował podjętej decyzji.
Odniósł sukces w telewizji i później wznowił karierę filmową. W komedii sportowej Blue Skies Again (1983) z Mimi Rogers i Andym Garcią wystąpił jako Sandy Mendenhall, właściciel drużyny baseballowej Denver Devil. Został obsadzony w dwóch miniserialach CBS – Być najlepszą – Mistrzyni rozgrywki (Masters of the Game, 1984) jako Tony Blackwell, który nie spełnił nadziei swojej matki i Kosmos (Space, 1985) w roli Johna Pope. Przez osiem sezonów grał rolę adwokata Michaela Kuzaka w serialu NBC Prawnicy z Miasta Aniołów (L.A. Law, 1986–1991), za którą zdobył trzykrotnie w latach 1988-90 nominację do nagrody Złotego Globu. W dreszczowcu HBO Stało się w lagunie (Laguna Heat, 1987) z Jasonem Robardsem zagrał byłego detektywa, który powraca do swojego rodzinnego Laguna Beach, by rozwiązać sprawę morderstwa. W 1987 magazyn „People” wytypował jego jako najseksowniejszego żywego człowieka.
Na początku 1991 pojawił się w teledysku i zaśpiewał w chórze w utworze „Voices That Care” Lindy Thompson, Davida Fostera i Petera Cetery, który powstał w celu wsparcia żołnierzy amerykańskich stacjonujących na Bliskim Wschodzie i zaangażowanych w tym czasie w operacji Pustynna Burza. Próbował odradzić swoją kinową karierę, lecz grywał zazwyczaj w produkcjach klasy B, które trafiały zazwyczaj na kasety VHS lub DVD. Był obsadzony w rolach prawych bohaterów uwikłanych w romans z femme fatale w dreszczowcach erotycznych, w tym Podstęp (Deceptions, 1990) jako detektyw z Nicollette Sheridan, Zawiłe śledztwo (Under Investigation, 1993) w roli detektywa z Joanną Pacułą, Na pomoc (Rescue Me, 1994) jako makler giełdowy z Zachodniego Wybrzeża z Lysette Anthony i Odpływ (Ebbtide, 1994) w roli prawnika. Na przemian otrzymywał role czarnego charakteru, w tym Śmiertelne intencje... Znowu? (Deadly Intentions... Again?, 1991) jako lekarz z Joanną Kerns, Zakładnicy z Alta View (Deliver Them from Evil: The Taking of Alta View, 1992) w roli ojca ośmiorga dzieci, który postanawia się zemścić na lekarzu, który dokonał zabiegu sterylizacji na jego żonie, Słodka zbrodnia (Poisoned by Love: The Kern County Murders, 1993) w reż. Larry’ego Peerce’a jako seryjny morderca, Chora krew (In the Best of Families: Marriage, Pride & Madness, 1994) jako socjopatyczny syn lekarza, kazirodczo związany z siostrą cioteczną oraz Odznaka zdrady (Badge of Betrayal, 1997) w roli skorumpowanego szeryfa. Z upływem lat coraz częściej grał mężczyzn zmęczonych życiem albo zmagających się z nałogami, m.in. w dramacie Seks, kłamstwa i obsesje (Sex, Lies & Obsession, 2001) jako lekarz z Lisą Rinna.

## Życie prywatne
Spotykał się z aktorką Cynthią Sikes i Claudią Cardinale. W latach 1979–1983 był związany z aktorką Ursulą Andress, odtwórczynią roli Afrodyty w filmie Zmierzch tytanów (1981). Mają syna Dmitrija Alexandre’a (ur. 19 maja 1980 w Los Angeles).
9 marca 1985 poślubił aktorkę Laurę Johnson. Po pięciu latach, w 1989 r. małżeństwo zakończyło się rozwodem. 7 września 1991 ożenił się z aktorką Nicollette Sheridan, lecz w 1993 doszło do rozwodu. Zagrali razem w telewizyjnym thrillerze Showtime Podstęp (Deceptions, 1990) obok Roberta Davi.
29 marca 1997 zawał związek małżeński z Lisą Rinną, mają dwie córki: Delilah Belle (ur. 10 czerwca 1998) i Amelię Gray (ur. 13 czerwca 2001).

## Filmografia

### Filmy fabularne
- 1978: Ale kino! (Movie Movie) jako Joey Popchik
- 1981: Zmierzch tytanów (Clash of the Titans) jako Perseusz
- 1981: Król Mulholland Drive (King of the Mountain) jako Steve
- 1982: Kochać się Making Love jako Bart McGuire
- 1983: Blue Skies Again jako Sandy Mendenhall
- 1985: Maxie w roli samego siebie
- 1993: Zawiłe śledztwo (Under Investigation) jako detektyw Harry Keaton
- 1994: Ebbtide jako Jeff Warren
- 1994: Wołanie o pomoc (Save Me) jako Jim Stevens
- 1995: Celluloidowy Schowek (The Celluloid Closet) jako on sam
- 1996: One Clean Move jako mężczyzna
- 1997: Allie i ja (Allie & Me) jako Dustin Halaburton
- 1998: Żaby za węże (Frogs for Snakes) jako Klensch
- 2001: Strange Hearts jako Dan Smith
- 2001: Perfumy (Perfume) jako Hancock
- 2002: Shoot or Be Shot jako Jack Yeager
- 2008: Dzikie łowy (Strange Wilderness) jako Sky Pierson
- 2013: Imigrant (Immigrant) jako Deema
- 2015: Wszędobylska mamuśka (The Meddler) jako telewizyjny tatuś
- 2015: Bleeding Heart jako Ed
- 2016: Rebirth jako Gabe
- 2016: The Bronx Bull jako Lenny
- 2017: The Unattainable Story jako David
- 2018: No Alternative jako William Harrison

### Filmy TV
- 1976: The Taming of the Shrew jako Mariamo
- 1987: Stało się w lagunie (Laguna Heat) jako Tom Shephard
- 1989: Kolacja o ósmej (Dinner at Eight) jako Larry Renault
- 1990: Podstęp (Deceptions) jako Nick Gentry
- 1991: Zbrodnicze zamiary (Deadly Intentions... Again?) jako Charles Raynor
- 1992: Zakładnicy z Alta View (Deliver Them from Evil: The Taking of Alta View) jako Richard Worthington
- 1994: Chora krew (In the Best of Families: Marriage, Pride & Madness) jako Fritz Klenner
- 1995: Centrum (OP Center) jako Paul Hood
- 1995: Her Deadly Rival jako Jim Lansford
- 1997: Nocne grzechy (Night Sins) jako szef Mitch Holt
- 1997: Badge of Betrayal jako szeryf Dave Ward
- 1998: Świąteczny bunt (Like Father, Like Santa) jako Tyler Madison
- 1998: Obcy w mieście (Stranger in Town) jako Jack Beldon
- 1998: Upolowany (The Hunted) jako Doc Kovac
- 1999: Bezlitośni zabójcy (Silent Predators) jako Vic Rondelli
- 1999: Kwarantanna (Quarantine) jako prezydent Robert „Bobby” Kempers
- 2001: Seks, kłamstwa i obsesje (Sex, Lies & Obsession) jako Cameron Thomas
- 2001: Maluchy spod ciemnej gwiazdki (Oh, Baby) jako Chad Norris
- 2002: Disappearance jako Jim Henley
- 2002: Prawnicy z Miasta Aniołów (L.A. Law: The Movie) jako Michael Kuzak
- 2012: Holiday High School Reunion jako pan Taylor
- 2012: Cień strachu (Shadow of Fear) jako Richard Steele
- 2015: Salem Rogers jako Roberto

### Seriale TV
- 1979: Studs Lonigan jako Bill 'Studs' Lonigan
- 1984: Mistrzyni gry (Master of the Game) jako Anthony „Tony” James Blackwell
- 1985: Space jako John Pope
- 1986: Autostopowicz (The Hitchhiker) jako Jerry
- 1986-91: Prawnicy z Miasta Aniołów (L.A. Law) jako Michael Kuzak
- 1988: Ulubiony syn (Favorite Son) jako senator Terrence Fallon
- 1992: Batman (serial animowany);
  - odcinek pt. The Joker’s Wild jako Cameron Kaiser (głos)
  - odcinek pt. Moon of the Wolf jako Anthony 'Tony' (głos)
- 1997: Ink jako Brian
- 1997: Remember WENN jako Euripides Moss
- 1997: Pomoc domowa (The Nanny) jako profesor Steve
- 1998: Po tamtej stronie (The Outer Limits) jako Ford
- 1999–2000: Z życia gwiazd (Movie Stars) jako Reese Hardin
- 2001: Dotyk anioła (Touched by an Angel) jako Liam
- 2003: Poszukiwani jako Walter Connors
- 2004–2006: Veronica Mars jako Aaron Echolls
- 2005: Specjalistki (Hot Properties) jako Alec
- 2007: Prawo i bezprawie (Law & Order: Trial by Jury) jako Randall Bailey
- 2009: Wyspa Harpera (Harper’s Island) jako wujek Marty Dunn
- 2010–2011: Poślubione armii (Army Wives) jako profesor Chandler
- 2011: Franklin & Bash jako Rick Paxton
- 2011: Pohamuj entuzjazm (Curb Your Enthusiasm) jako Dino
- 2012–2014: Shameless – Niepokorni jako Lloyd 'Ned' Lishman
- 2013–2014: Mad Men jako Jim Cutler
- 2014: Rush jako dr Warren Rush
- 2014: Prawo i bezprawie (Law & Order: Trial by Jury) jako zastępca szefa Charles Patton
- 2015: Glee jako Walter
- 2016: Mamuśka (Mom) jako Fred
- 2016–2017: Graves jako Jonathan Dalton
- 2017: Prawo i porządek: Prawdziwa zbrodnia jako Barry Levin
- 2017–2018: Shooter jako senator Addison Hayes
- 2021: Strefa skażenia (The Hot Zone: Anthrax) jako Tom Brokaw

## Publikacje
- Harry Hamlin: Full Frontal Nudity: The Making of an Accidental Actor. Scribner, 2010. ISBN 1-4391-6999-3.